# No Place to Run (album)
No Place to Run – ósmy studyjny album brytyjskiego zespołu UFO. Wydany w 1980 roku przez Chrysalis Records.

## Lista utworów
1. „Alpha Centauri” (Chapman) – 2:06
2. „Lettin' Go” (Mogg, Way, Chapman) – 3:51
3. „Mystery Train” (Parker, Phillips) – 3:55
4. „This Fire Burns Tonight” (Mogg, Chapman) – 4:13
5. „Gone in the Night” (Mogg, Chapman) – 3:47
6. ”Young Blood” (Mogg, Way) – 3:59
7. „No Place to Run” (Mogg, Chapman) – 3:58
8. „Take It or Leave It” (Raymond) – 3:01
9. „Money, Money” (Mogg, Way) – 3:29
10. „Anyday” (Mogg, Chapman) – 3:48

## Twórcy
- Phil Mogg – śpiew
- Paul Chapman – gitara
- Paul Raymond – instrumenty klawiszowe, śpiew, gitara
- Pete Way – gitara basowa
- Andy Parker – perkusja